# Las Delicias (Panama)
Pour les articles homonymes, voir Las Delicias.
Las Delicias est un corregimiento situé dans le district de Changuinola, province de Bocas del Toro, au Panama. En 2010, la localité comptait 1 484 habitants.